# Collège des Oratoriens du Mans
Le collège de l'Oratoire ou Séminaire des Oratoriens est un ancien bâtiment d'enseignement situé au Mans. Il est aujourd'hui le lycée Montesquieu et fut pendant des décennies le lycée de garçons du Mans. Le collège de l'Oratoire est situé à l'est du Vieux-Mans et y est aujourd'hui rattaché administrativement. Il fut bâti en 1599 sur le territoire du faubourg Saint-Ouest-des-Fossés. La chapelle du collège est classée monument historique depuis 1982.

## Histoire
Le premier Oratoire au Mans est fondé près de la cathédrale Saint-Julien afin d'accueillir les pèlerins venant honorer le saint patron de la ville. Ce premier Oratoire sera baptisé du nom de Saint-Ouen. Puis, juste à côté de la forteresse du Mans, s'élève une jeune paroisse possédant quelques possessions à Coulaines, en contrebas, ou plus loin à Sargé.
Après la destruction de plusieurs maisons dans le faubourg Saint-Ouen à la suite d'un incendie provoqué par le maréchal Bois-Dauphin, l'emplacement devient un lieu potentiel pour accueillir le nouveau Collège. D'ailleurs, peu après, la ville est prise par Henri IV. Monseigneur Claude d'Angennes créé le séminaire des Oratoriens à la suite d'un accord survenu avec le pape Clément, puis avec Henri IV en 1601. Le supérieur du séminaire prend également la charge de curé de Saint-Ouen. Il est également propriétaire de la petite église de Saint-Ouen avec son cimetière et ses petits quartiers de vignes demeurant encore. L'érection du collège se fait grâce à une très forte imposition sur le clergé diocésain et sur quelques dons de la municipalité du Mans. Le premier principal est désigné en 1601 : ce sera Maître Michel Aubourg. Il est secondé de plusieurs régents pour assurer les enseignements théologiques et scientifiques majeurs. Maître Aubourg est docteur en théologie, mais avant tout curé de Marolles-les-Braults. En 1604, il fait don à la paroisse d'une maison et d'un jardin, situés près du presbytère. Le tout est destiné à devenir le logement d'un futur maître de l'établissement. Entre 1601 et 1624, quatre Principaux de l'ordre séculier dirigent le séminaire. Ils sont eux-mêmes sous la responsabilité de l'évêque du Mans à qui ils obéissent. Ils sont également sous l'obéissance de deux députés du clergé et de deux chanoines. Si le premier est nommé par l'évêque lui-même, le second est choisi par le chapitre de la cathédrale. 

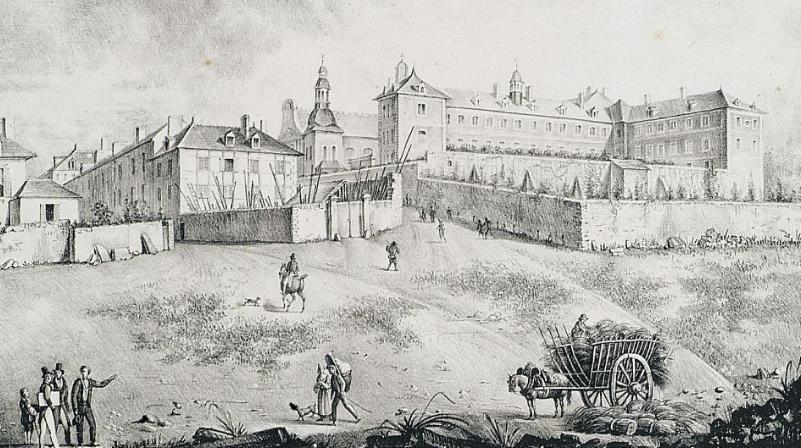
Le collège au début du XIXe siècle. Dessin de Pierre Peletier et dédié à Monsieur Dubreuil, principal.

Les Jésuites, déjà installés à La Flèche depuis 1603, demandent la direction du collège avant 1624. Mais monseigneur Charles de Beaumanoir, évêque du Mans, souhaite plutôt donner la direction aux Oratoriens. À cet effet, il convoque une assemblée extraordinaire du clergé du Mans et de ses faubourgs. Le 20 juillet 1624, décision est prise de signer un accord entre le clergé de la ville et l'ordre des Oratoriens.  Le collège, s'il dépend toujours de la juridiction de l'évêque, est désormais gratuit et les élèves y étudient les humanités. le latin, le grec, la philosophie, la théologie, l'histoire, la géographie et l'arithmétique y son enseignés. Les Oratoriens s'installent définitivement au collège début octobre 1625. Les premiers supérieurs sont Jean-Baptiste Louet et Jean-Baptiste Gault. Le second y reste six ans, il double ainsi le mandat normal de Principal. Il part en 1640 et devient évêque de Marseille. C'est sous son supériorat que le collège du Mans connait la grande vitalité qui fera sa réputation. Surtout, le collège connaît alors une grande variété sociale de par la provenance de ses élèves. Le mélange des couches sociales permet le prestige de la congrégation. L'enseignement est majoritairement tourné vers la langue française et l'histoire. Celle-ci fait une place particulière aux grands hommes qui sont nés dans le Maine ou qui ont fait son histoire.